# Youngsville (Luisiana)
Youngsville é uma cidade  localizada no estado americano de Luisiana, na Paróquia de Lafayette.

## Demografia
Segundo o censo americano de 2000, a sua população era de 3992 habitantes.
Em 2006, foi estimada uma população de 5922, um aumento de 1930 (48.3%).

## Geografia
De acordo com o United States Census Bureau tem uma área de
17,3 km², dos quais 17,3 km² cobertos por terra e 0,0 km² cobertos por água. Youngsville localiza-se a aproximadamente 8 m acima do nível do mar.

## Localidades na vizinhança
O diagrama seguinte representa as localidades num raio de 16 km ao redor de Youngsville.